# Hypomolis sanguinipectus
Hypomolis sanguinipectus là một loài bướm đêm thuộc phân họ Arctiinae, họ Erebidae.